# Gillett Grove (Iowa)
Gillett Grove – miasto w Stanach Zjednoczonych, w stanie Iowa, w hrabstwie Clay. W 2000 liczyło 55 mieszkańców.